# Wouldn't It Be Nice
Singles de The Beach Boys
Sloop John B
(1966) Good Vibrations
(1966)
Pistes de Pet Sounds
You Still Believe in Me
Wouldn't It Be Nice est une chanson des Beach Boys qui ouvre leur album Pet Sounds, sorti en 1966. Elle est également sortie en single, en face B de God Only Knows, mais elle connaît un succès bien supérieur à cette dernière et finit par atteindre la huitième place du Billboard Hot 100 en septembre.
Brian Wilson chante les couplets et Mike Love le pont.

## Personnel
- Hal Blaine : batterie
- Frank Capp : cloche, tympanon, percussions
- Lyle Ritz : contrebasse
- Carol Kaye : basse
- Jerry Cole, Bill Pitman : guitare
- Barney Kessel, Ray Pohlman : mandoline
- Al de Lory : piano
- Larry Knechtel : orgue
- Carl Fortina, Frank Marocco : accordéon
- Steve Douglas, Plas Johnson, Jay Migliori : saxophone
- Roy Caton : trompette

## Reprises et réutilisations

### Dans la bande originale de films
- Sea, No Sex and Sun de 2012.
- Good Morning England de 2009.
- Amour et Amnésie de 2004.

### Bande sonore de jeux vidéo
Ce titre a été repris dans la bande sonore de "Radio Appalache", une des radios du jeu  Fallout 76  ainsi que dans un des trailers du même jeu.